# Otdělnyj
Otdělnyj (rusky Отдельный) je název vulkanického komplexu, nacházejícího se v jižní části poloostrova Kamčatka, východně od řeky Savan, jejíž je zdrojnicí.
Komplex sestává z několika menších štítových sopek a struskových kuželů čedičového složení a holocenního stáří, který leží na starším, pleistocenním štítovém vulkánu Savan. Dominantními centry komplexu jsou sopky Otdělnyj a Tundrovyj, nacházející se na jeho západním okraji. Stáří poslední erupce komplexu Otdělnyj není známo, ale odhaduje se na konec pleistocénu až holocén.